# Hana Milisová
Hana „Hanka“ Milisová (* 14. Oktober 1980) ist eine tschechische Badmintonspielerin. 

## Karriere
Hana Milisová von 2001 bis 2015 neun nationale Titel in Tschechien. Bei der Weltmeisterschaft 2001 reichte es dagegen nur zu Rang 33. 2005 war sie bei den Slovak International erfolgreich.

## Sportliche Erfolge
| Saison | Veranstaltung                                   | Disziplin   | Platz | Name                              |
| ------ | ----------------------------------------------- | ----------- | ----- | --------------------------------- |
| 1998   | Tschechische Einzelmeisterschaften der Junioren | Damendoppel | 1     | Eva Brožová / Hana Milisová       |
| 1999   | Tschechische Einzelmeisterschaften der Junioren | Damendoppel | 1     | Martina Brejchová / Hana Milisová |
| 2000   | Tschechische Einzelmeisterschaften der Junioren | Damendoppel | 1     | Martina Brejchová / Hana Milisová |
| 2001   | Weltmeisterschaft                               | Damendoppel | 33    | Eva Brožová / Hana Milisová       |
| 2001   | Tschechische Einzelmeisterschaften              | Damendoppel | 1     | Eva Brožová / Hana Milisová       |
| 2003   | Tschechische Einzelmeisterschaften              | Damendoppel | 1     | Eva Brožová / Hana Milisová       |
| 2005   | Slovak International                            | Mixed       | 1     | Jan Fröhlich / Hana Milisová      |
| 2005   | Tschechische Einzelmeisterschaften              | Damendoppel | 1     | Eva Brožová / Hana Milisová       |
| 2006   | Tschechische Einzelmeisterschaften              | Damendoppel | 1     | Eva Brožová / Hana Milisová       |
| 2013   | Tschechische Einzelmeisterschaften              | Damendoppel | 1     | Lucie Černá / Hana Milisová       |
| 2014   | Tschechische Einzelmeisterschaften              | Damendoppel | 1     | Lucie Černá / Hana Milisová       |
| 2015   | Tschechische Einzelmeisterschaften              | Damendoppel | 1     | Lucie Černá / Hana Milisová       |
| 2007   | Tschechische Einzelmeisterschaften              | Damendoppel | 1     | Eva Titěrová / Hana Milisová      |
| 2009   | Tschechische Einzelmeisterschaften              | Damendoppel | 1     | Eva Titěrová / Hana Milisová      |
| 2016   | Senioren-Europameisterschaft                    | Dameneinzel | 3     | Hana Milisová                     |
| 2018   | Senioren-Europameisterschaft                    | Einzel      | 3     | Jan Fröhlich / Hana Milisová      |
| 2018   | Senioren-Europameisterschaft                    | Mixed       | 3     | Jan Fröhlich / Hana Milisová      |